# Хоєнець-Кольонія
Хоєнець-Кольонія (пол. Chojeniec-Kolonia) — село в Польщі, у гміні Селище Холмського повіту Люблінського воєводства.
Населення — 116 осіб (2011).
У 1975-1998 роках село належало до Холмського воєводства.

## Демографія
Демографічна структура станом на 31 березня 2011 року:
|          | Загалом | Допрацездатний вік | Працездатний вік | Постпрацездатний вік |
| -------- | ------- | ------------------ | ---------------- | -------------------- |
| Чоловіки | 55      | 8                  | 35               | 12                   |
| Жінки    | 61      | 14                 | 27               | 20                   |
| Разом    | 116     | 22                 | 62               | 32                   |